# ウィリアム・シャープ・マクリー

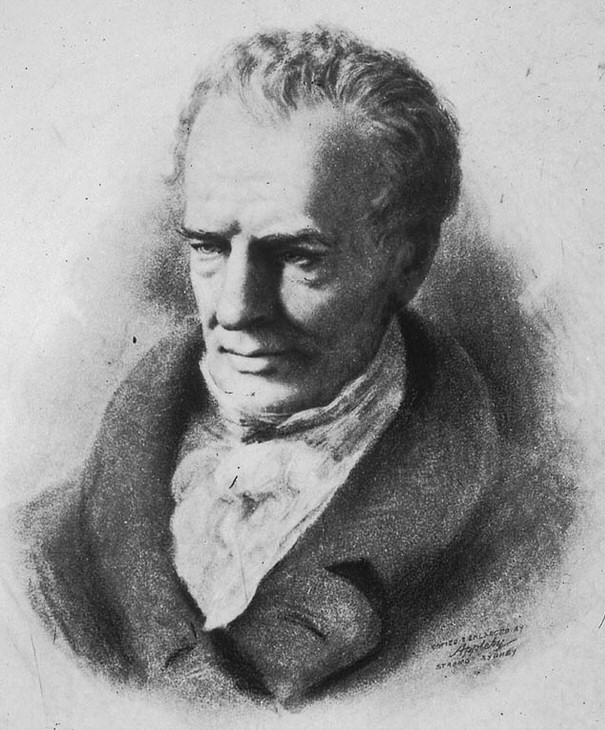
ウィリアム・シャープ・マクリー

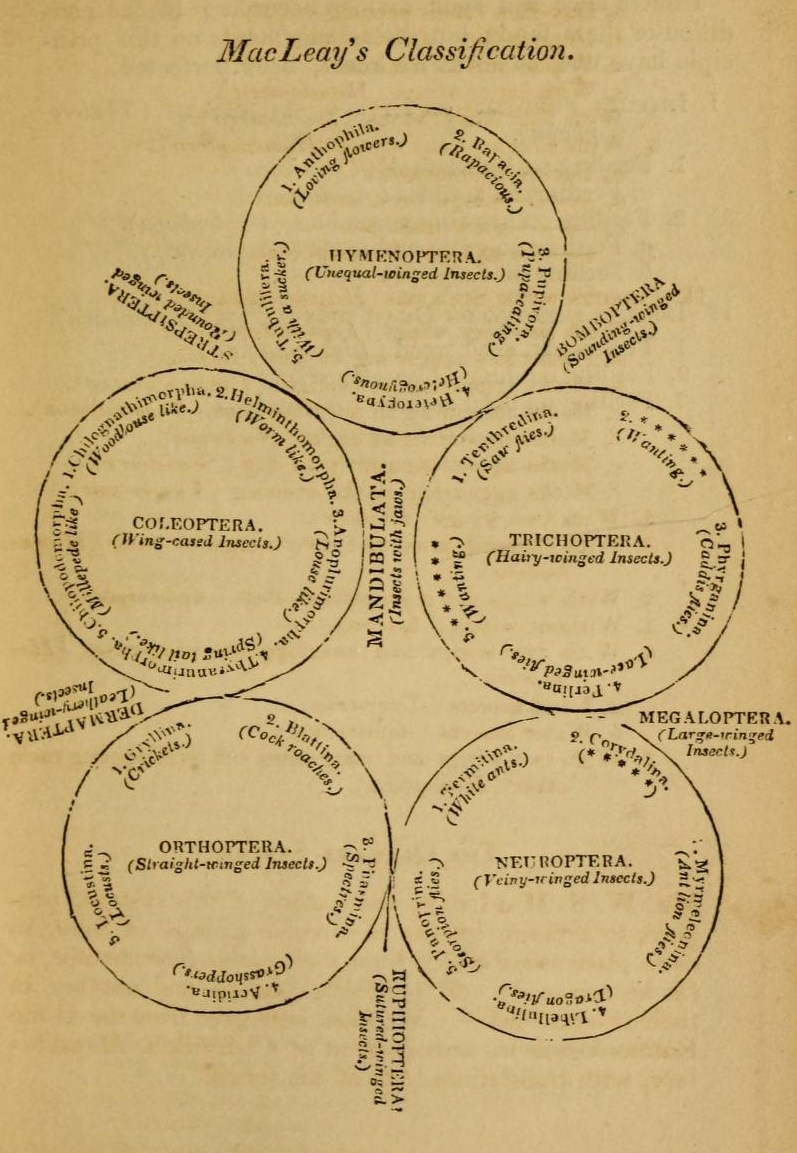
Quinarian systemによる昆虫分類の図

ウィリアム・シャープ・マクリー（William Sharp Macleay or McLeay、1792年7月21日 - 1865年1月26日）はイギリスの昆虫学者、役人である。

## 略歴
ロンドンに政治家で昆虫標本収集家として知られるアレキサンダー・マクリー（Alexander Macleay）の息子に生まれた。ウェストミンスター・スクールで学んだ後、ケンブリッジ大学のトリニティ・カレッジで1814年にBA、1818年にMAの学位を取得した。外交官になり、パリの大使館で働いた。父親の影響で、昆虫学に興味を持っていたマクリーはパリで、ジョルジュ・キュヴィエやエティエンヌ・ジョフロワ・サンティレール、ピエール・アンドレ・ラトレイユらの有名な動物学者と交流した。1819年にイギリスに戻り、1825年からはハバナで奴隷貿易を抑止するための司法裁判所のメンバーとして、1836年まで働いた。イギリスに戻った後、1830年にオーストラリアに移住し、ニューサウスウェールズ州首相（Chief Secretary of New South Wales）を務めた父親が建てた、シドニーのElizabeth Bay Houseに住み、父親の昆虫標本の充実や研究を行った。
マクリーは当時イギリスで、一定の支持者がいた「Quinarian system」という分類体系に従って、昆虫の新しい分類体系を提案したが、これは広がることはなかった。1839年の"Annals of Natural History"に 魚類や三葉虫の分類についても執筆したり、尾索動物やキューバの鳥類の分類についても執筆したが、親しい博物学者を除いては、マクリーの主張は無視された。オーストラリアでは昆虫以外にも海洋生物にも興味を示した。シドニーのマクリーの屋敷は博物学に興味のある人々の集まる場所となった。
1821年にロンドン・リンネ協会のフェローに選ばれ、ロンドン動物学会のフェローにも選ばれた。1839年にイギリス科学振興協会（British Association for the Advancement of Science）の会長を務め、オーストラリア博物館（Australian Museum）の理事も務めた。
結婚しなかったので資産は弟の動物学者ジョージ・マクリー（George Macleay）が継承した。父親とマクリーの作った昆虫標本はシドニー大学に保管され、後にマクリー博物館（ Macleay Museum）のもとになった。

## 著作
- Horæ Entomologicæ, or Essays on Annulose Animals, 2 Bände, London 1819, 1821
- Annulosa Javanica, or an Attempt to illustrate the Natural Affinities and Analogies of the Insects collected in Java by Thomas Horsfield, London 1825
- Illustrations of the Annulosa of South Africa, London 1838
- Remarks on the Identity of certain General Laws, which have been lately observed to regulate the Natural Distribution of Insects and Fungi, Transactions of the Linnean Society, Band 14, 1825